# Marian Cozma

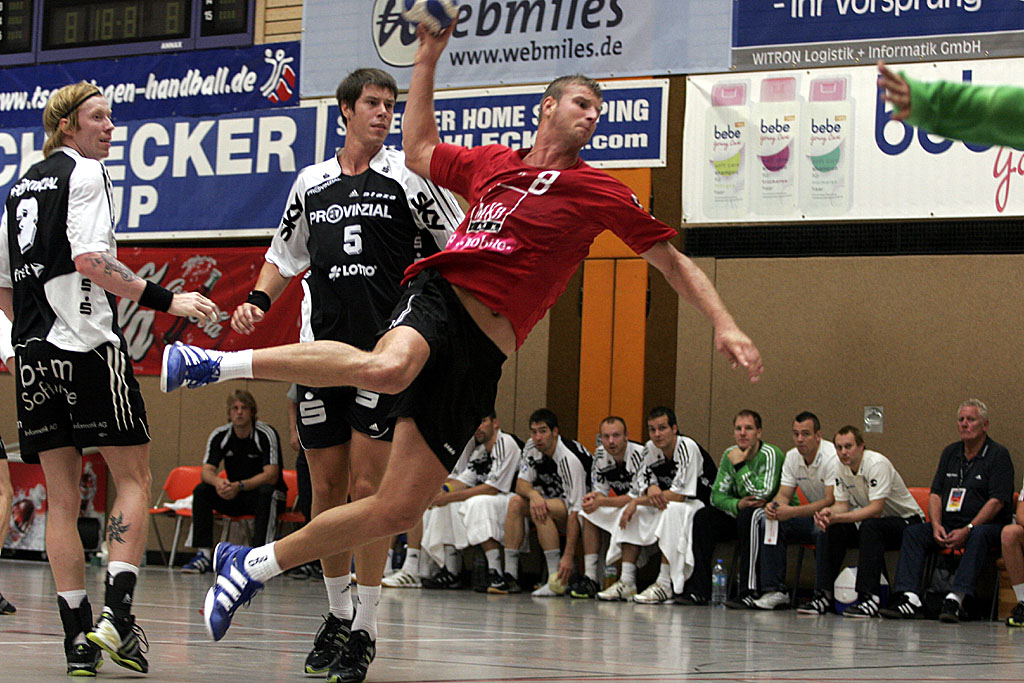
Marian Cozma in 2007

Marian Cozma (Boekarest, 8 september 1982 – Veszprém, 8 februari 2009) was een Roemeens handbalspeler.
Cozma, die meestal als cirkelspeler fungeerde, kwam uit voor de Hongaarse club MKB Veszprém, was 2,11 m groot en speelde ook voor de Roemeense nationale ploeg. Ook zijn ouders waren handbalspelers geweest bij de Roemeense nationale ploeg.
Hij begon in 1996 in zijn geboortestad te spelen bij Dinamo Boekarest. In 2000 debuteerde hij in de eerste ploeg van de club. Met Dinamo werd hij Roemeens kampioen en bekerwinnaar. Sinds 2006 speelde hij bij MKB Veszprém. Met de club van het Balatonmeer won hij in 2007 de Hongaarse beker. In 2008 won hij met Veszprém de Europese beker handbal en het Hongaars kampioenschap. Hij speelde zestigmaal voor de Roemeense nationale ploeg en nam met Roemenië deel aan de wereldkampioenschappen 2009 in Kroatië.
In februari 2009 werd Marian Cozma in een discotheek in Veszprém het slachtoffer van zinloos geweld. Hij kreeg een messteek in zijn hart en overleed op 26-jarige leeftijd in het ziekenhuis aan zijn verwondingen. Zijn ploegmaten Žarko Šešum en Ivan Pešić moesten eveneens in het ziekenhuis worden opgenomen.